# Aleksander Heintalu

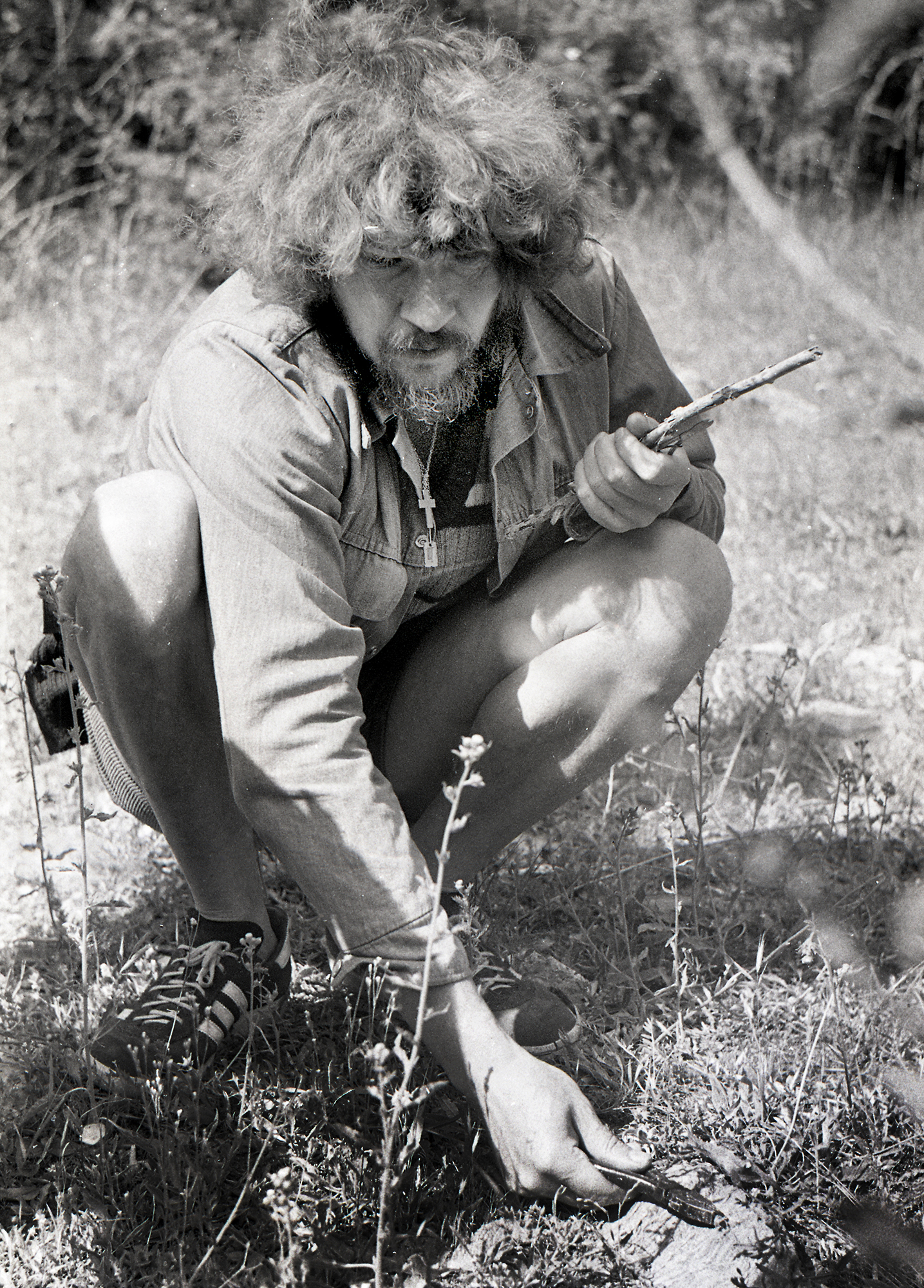
Vigala Sass, 1982

Aleksander Heintalu (* 31. Mai 1941 in Tartu; † 19. August 2015 auf Saaremaa) war unter dem Namen Vigala Sass einer der bekanntesten estnische Volksheiler.

## Leben
Aleksander Heintalu wurde als Aleksander Rassapkin geboren. Er schrieb, dass seine Mutter tschudisch war, sein Vater ein slawischer Jude. Heintalu selbst rechnete sich zur südestnischen Volksgruppe der Setukesen.
Nach dem Schulabschluss war er als Metallarbeiter tätig. Mit Beendigung seines Wehrdienstes bei der Roten Armee (1960–1963) machte er in Räpina eine Lehre zum Gartenbauspezialisten. Später studierte er Agronomie an der Estnischen Landwirtschaftsakademie (Eesti Põllumajandusakadeemia) in Tartu, an der er 1987 promovierte.
Von 1968 bis 1984 war Heinsalu als Lehrer an der Landarbeitsschule in Vigala tätig, bevor er als Volksheiler und Alternativmediziner bekannt wurde. Seit den 1980er Jahren lebte er ein alternatives Leben auf der Insel Saaremaa auf dem Bauernhof Männisalu im Dorf Triigi. Dort betrieb er eine Zucht für Heilpflanzen und ein Arboretum mit über 800 verschiedenen Baumgewächsen. Auf dem Hof befindet sich auch eine pagane Kultstätte mit heiligem Hain.
Aleksander Heintalu lebte mit der estnischen Künstlerin Elo Liiv (* 1971) zusammen. Das Paar bekam vier Kinder. Aus einer früheren Ehe hatte er außerdem einen Sohn.

## Volksheiler
Vigala Sass war mit zahlreichen Büchern als Volksheiler in Estland bekannt. Einer seiner animistischen Grundsätze lautet: „Alles um uns ist beseelt oder beseelbar.“ Er propagierte ein Leben im Einklang mit der Natur, das vor allem natürliche und alternative Heilmethoden einschließt. Insbesondere setzte er sich für eine stärkere Verwendung des Elektromagnetismus als Heilverfahren ein.
Dem alten (heidnischen) estnischen Volksglauben stand er ebenso nahe wie buddhistischen Elementen. Seine über die Jahre hinweg veröffentlichten Heilbücher (raviraamatud) haben großen Zuspruch in Estland gefunden.

## Wichtigste Bücher
- Taevakehade mõju tervisele (1990)
- Appi „vampiirid“!! Kas sina oled „Vampiir?“ (1996)
- Estide (tšuudide) hingestatud ilm (2001)
- Sassi raviraamat (2003)
- Taimeravi põhitõed (2005)
- Kuldmamma! (heidnisches Epos einer matriarchalischen Gesellschaft, 2006)
- Estide (tšuudide) hingestatud ilm (2007)